# 玫瑰糠疹
玫瑰糠疹（pityriasis rosea）是一种炎症性皮疹，可能由一种疱疹病毒，但似乎没有传染性。主要见于青年及中年人，好发于躯干和四肢近端，且为大小不一、数目不等的类圆形覆少量鳞屑的红斑。典型的玫瑰糠疹，开始出现单一的母斑样的皮肤损害，然后在一周或两周内，出现全身广泛的皮疹，持续大约6 - 8周可自愈，最长可达8个月以上。

## 体征和症状
这种情况的症状包括：

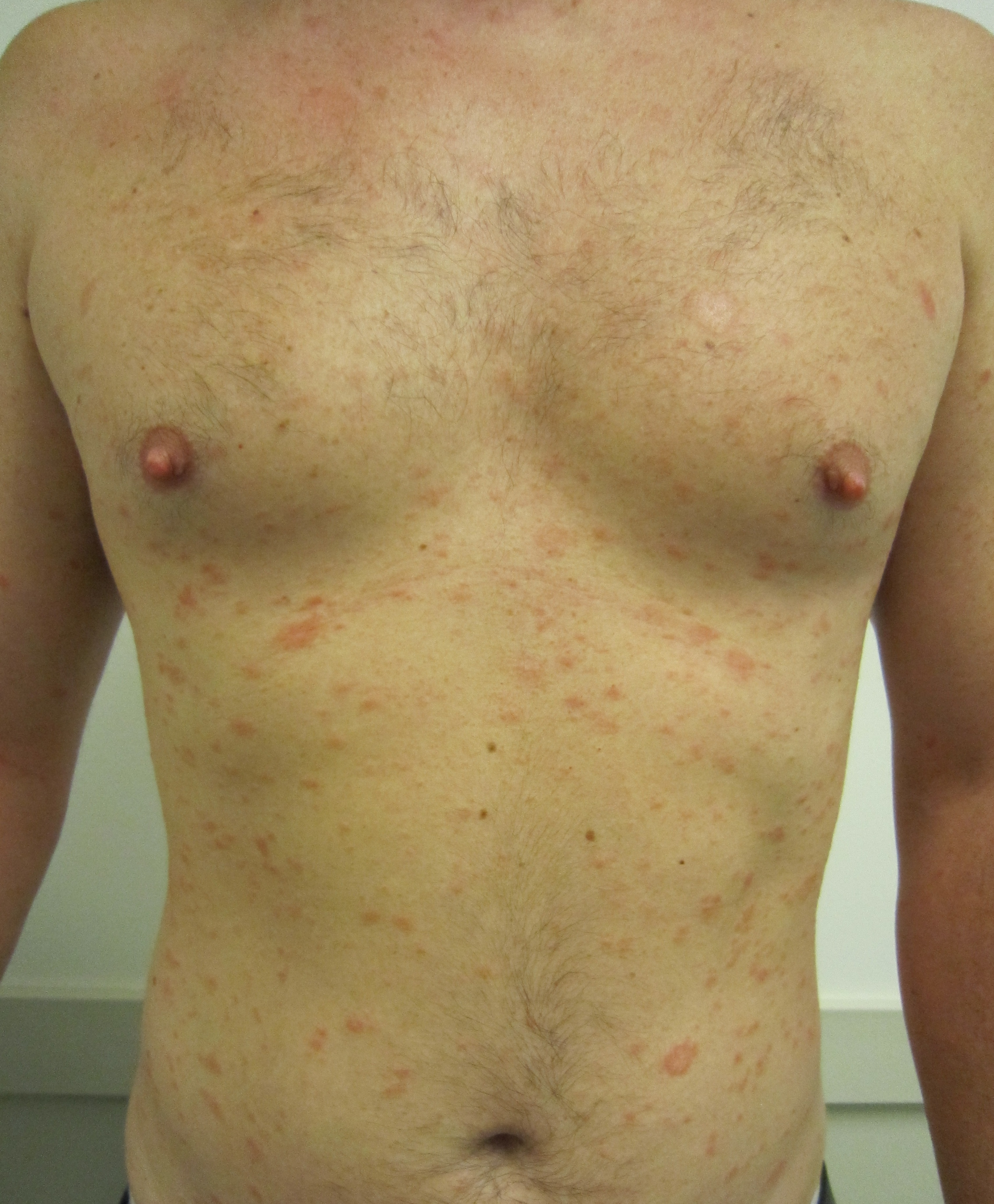
人体躯干上的玫瑰糠疹

- 69%的患者在所有症状之前有上呼吸道感染。[6]
- 通常会出现一个直径2-（罕见的）10厘米的椭圆形红色母斑，典型的多发生在腹部。[5][7] 有时，母斑会发生在隐秘的部分（例如发生在腋窝）并且不能马上被发现。母斑也会表现为一小片小的椭圆形斑点，而被误认为是粉刺。没有表现的母斑非常少见。[7]
- 母斑发生后的7到14天，在躯干会出现大范围的小的（5–10 mm）粉红色或红色薄片椭圆形的皮疹。[7] 6%的患者会发生相反的分布，而是在四肢发生大部分皮疹。[8] 更多的椭圆形斑块通常首先广泛的穿过胸部，然后沿着肋线形成圣诞树样分布。[7] 小的圆形的斑块在几天后，会出现在背部和颈部。不典型病变在脸上形成疹子，但通常发生在面颊或者发际。
- 大约四分之一的人会出现由轻微痒到剧痒的表现（适度的痒是由于皮肤的过度干燥，这种原因更为常见，尤其是用肥皂清洗影响的部位）。痒通常不典型，但搔抓后会加重，这种症状通常会随着疹子的发展趋于平淡，而且不会持续疾病的整个阶段。[7]
- 皮疹可伴有轻度的发热、頭痛、恶心、疲倦。非处方药物可以帮助缓解症状。[7]

## 病因
玫瑰糠疹的病因还不清楚，但被认为跟病毒感染有关。有人认为它是导致婴儿红疹疱疹病毒6和7的复活。

## 诊断

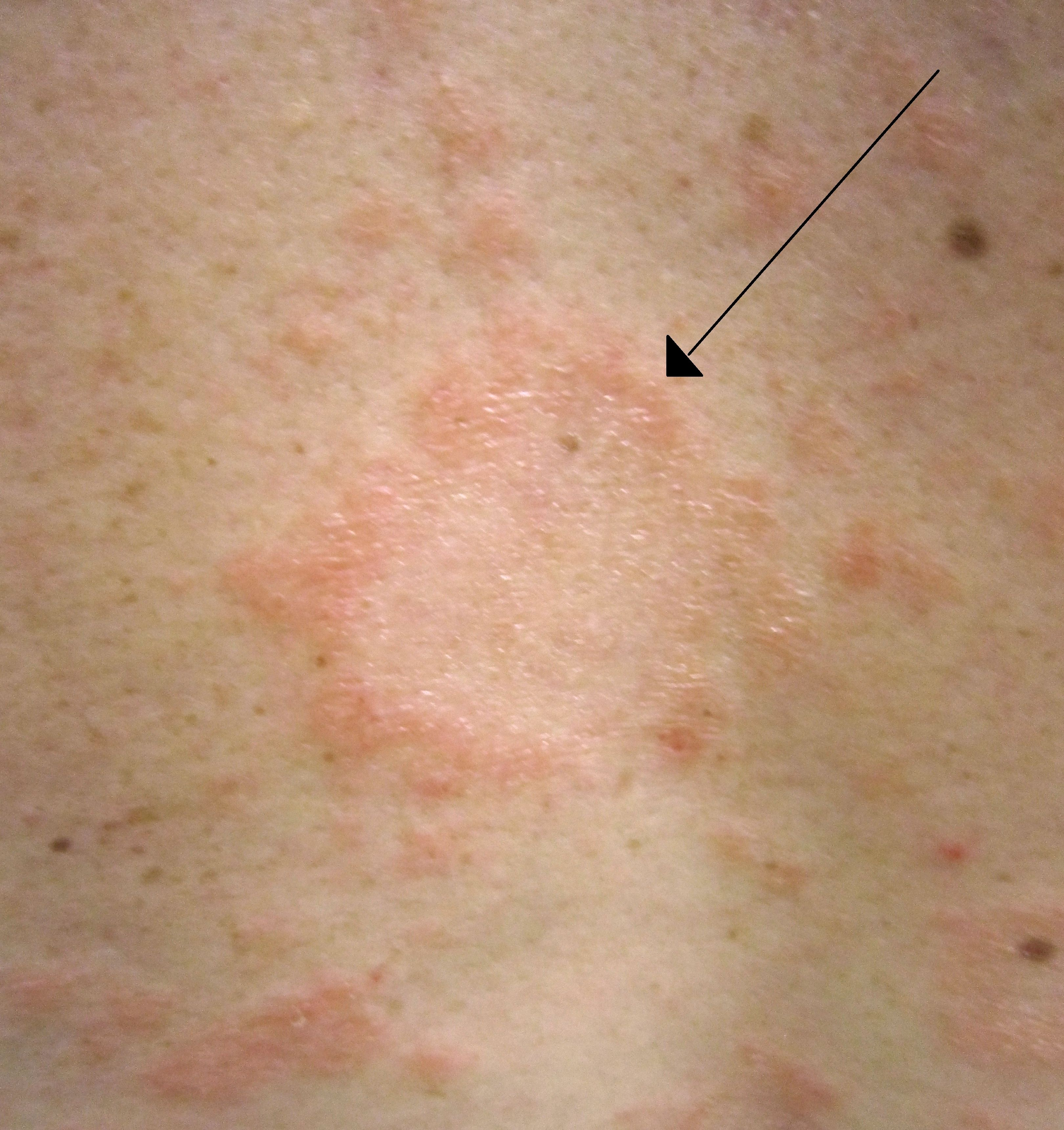
糠疹的玫瑰花斑塊

有经验的醫師即可作出临床诊断。 如果诊断有问题，检验可以排除常见情况，比如莱姆病、癣，滴状銀屑病、圆形或饼状湿疹、药疹，其他病毒疹。 损害皮肤的组织学切片检查显示，在真皮乳头状突起内益处的红血球和真皮内的角化不良细胞。

## 治疗
通常不需要任何治疗。
口服抗阻胺药物或者局部类固醇药物使用能减轻痒的症状。 固醇药确能减轻痒的症状，而且能改善表面的皮疹，但它们也能引起新的皮肤形成（皮疹下去后），使长时间与周围皮肤颜色不能匹配。虽然没有找到皮疹和痒后形成瘢痕，但搔抓是应该避免的。像肥皂这样的刺激物也应该避免使用，而含有保湿剂的肥皂（例如羊奶）可以使用，所有的一般保湿剂可以帮助处理皮肤过于干燥。
直接日照使皮损能更快得到恢复， 根据这个原则，紫外线光照射医学治疗已经应用来加快治疗， 尽管研究表示，紫外照射是否能够缓解癢症没有依据。 紫外治疗在病发第一周是最有益的。
口服红霉素治疗患者有效。
人类疱疹病毒6或人类疱疹病毒7已被假设为病因。抗病毒药物阿昔洛韦可以减少的持续时间的长度和严重程度。

## 预后
大多数病人，症状只持续几周，一些病例，可以持续更长时间（多到六个月）。这种疾病完全康复不会带来长期影响，百分之二的病人有复发。

## 流行病学
玫瑰糠疹的总发生在美国男性中估计为0.13%，女性0.14%。大多发生在10到35岁。 在春季更容易发生。
玫瑰糠疹通常是不传染的。